# Escobares
Escobares – miasto w Stanach Zjednoczonych, w stanie Teksas, w hrabstwie Starr.